# 원진호 (배우)
원진호(1991년 5월 28일 ~ )는 대한민국의 배우이다.

## 영화
- 2022년 한산: 용의 출현
- 2022년 특송
- 2021년 보이스
- 2021년 용루각2: 신들의 밤 -  일월교 조직원 역
- 2020년 반도 - 홍콩 장정3 역